# Солідарне (Сумський район)
Соліда́рне — село в Україні, у Степанівській селищній громаді Сумського району Сумської області. Населення становить 240 осіб. До 2020 орган місцевого самоврядування — Косівщинська сільська рада.

## Географія
Село Солідарне знаходиться на лівому березі річки Дальня Ільма, вище за течією на відстані 1,5 км розташоване село Чернецьке, нижче за течією на відстані 0,5 км розташоване село Малі Вільми.

## Історія
12 червня 2020 року, відповідно до розпорядження Кабінету Міністрів України № 723-р «Про визначення адміністративних центрів та затвердження територій територіальних громад Сумської області», село увійшло до складу Степанівської селищної громади.
19 липня 2020 року, в результаті адміністративно-територіальної реформи та ліквідації Сумського району(1923—2020), увійшло до складу новоутвореного Сумського району.

## Відомі особистості
В поселенні народився:
- Клюшников Іван Петрович (1811—1895) — український поет і педагог.